# Koj Jonsson
Karl Olov "Koj" Jonsson, född 9 september 1915 i Kalmar, död 11 januari 2003, var en svensk arkitekt. 
Jonsson, vars far var stadskassör, utexaminerades från Kungliga Tekniska högskolan 1939 och Kungliga Konsthögskolan 1946. Han var anställd vid olika arkitektkontor åren 1937–1940, assistent vid länsarkitektkontoret i Uppsala 1940–1944, arkitekt vid Byggnadsstyrelsen 1944–1945, stadsplanearkitekt i Göteborg 1945–1948, generalplanechef där 1950–1953, stadsplanechef där 1953–1962, stadsbyggnadsdirektör där 1962–1971 och bedrev därefter egen verksamhet. Han var lektor vid Tekniska gymnasiet i Göteborg 1948–1950 samt biträdande lärare, speciallärare och tf. professor vid Chalmers tekniska högskola 1946–1956.